# Laura Zúñiga Cáceres
Laura Zúñiga Cáceres es una activista de derechos humanos hondureña. Es la hija menor de la líder social Berta Cáceres, asesinada en 2016.
Es miembro del Consejo Cívico de Organizaciones Populares e Indígenas de Honduras (COPINH) e integrante del Frente Juvenil Hagamos Lo Imposible (HLI).
Compareció ante la Comisión de Derechos Humanos de la Organización de los Estados Americanos y ante la Conferencia de las Naciones Unidas sobre el Cambio Climático de 2019. Participó en un mitin contra el Acuerdo Transpacífico de Cooperación Económica en la Convención Nacional Demócrata de 2016.